# Eidsberg
Eidsberg es un municipio en la provincia de Østfold, Noruega. Tiene una población de 11 353 habitantes según el censo de 2015. Limita con los municipios de Rakkestad, Askim, Skiptvet, Trøgstad y Marker en Østfold, y Aurskog-Høland en Akershus. Su centro administrativo es el pueblo de Mysen
Eidsberg se estableció como municipio el 1 de enero de 1838. El pueblo de Mysen fue separado de Eidsberg para formar un municipio propio el 1 de julio de 1920, pero se volvió a unir el 1 de enero de 1961.

## Información general

### Etimología
El municipio (originalmente parroquia) toma su nombre de la antigua granja Eidsberg (en nórdico antiguo: Eiðsberg) desde que la primera iglesia fue construida allí. El primer elemento es el caso genitivo eið, que significa «camino en torno a una cascada» y el último elemento es berg, que significa «montaña». Antes de 1847 el nombre era pronunciado Edsberg.

### Escudo de armas
El escudo de armas se le concedió el 16 de marzo de 1962. El escudo muestra un oso, el símbolo de Arnbjørn Jonsson, un famoso guerrero que vivió en Eidsberg durante la Era de las Guerras civiles bajo el reinado de Haakon IV de Noruega hasta su muerte en 1240.

## Ciudades hermanas
- Brønderslev, Región de Nordjylland, Dinamarca
- Kasese, Distrito Kasese, Uganda
- Nässjö, Condado de Jönköping, Suecia